# Musikrevyn (radio)
Musikrevyn (tidigare CD-revyn) är ett program i Sveriges Radio P2 där man recenserar och betygsätter klassisk musik på CD och DVD. Programmet sänds på söndagar. Programledare var under många år Johan Korssell, men numera leds programmet av Karin Birgersson. Producenter har varit bl a Maria Eby von Zweigbergk och Birgitta Forsberg. Utöver programledaren finns en panel bestående av tre personer – radioprofiler, musiker, recensenter, journalister, kulturpersonligheter eller annat mediefolk. Bland andra Bengt Forsberg, Camilla Lundberg, Magnus Lindman, Hanna Höglund, Thomas Anderberg, Kalle Moraeus och Göran Greider har medverkat.
Programmet behandlar vanligtvis tre olika nyutgåvor - CD eller DVD - och betygsättningen sker med radioapparater i skalan 1–5, där fem radioapparater är det bästa betyget.
I CD-revyn fanns tidigare även inslaget Vägvisaren som guidar till den bästa inspelningen av ett klassiskt verk. Olika inspelningar och tolkningar ställs mot varandra. Bland vägvisarna återfinns Lars Sjöberg, Curt Carlsson och Per Feltzin. 
Sommartid har Johan Korssell även presenterat P2 Arkiv Klassiskt på CD-revyns sändningstid.
Musikrevyn i P2 är skapat efter en förlaga från BBC, CD Review, där inslaget Building a Library motsvarar Vägvisaren.